# Vorderen Karlspitze
De Vorderen Karlspitze is een berg in de deelstaat Tirol, Oostenrijk. De berg heeft een hoogte van 2.260 meter.
De Vorderen Karlspitze is onderdeel van het Kaisergebergte.